# 鄢郢之戰
鄢郢之戰是前279年至前278年秦国将领白起率军攻打楚国，攻陷楚国国都郢（今湖北省荊州市），夺取楚国洞庭湖周围的水泽地带、长江以南以及北到安陆（今湖北省安陆市、云梦县一带）的大片土地的战役。此战过后，楚国国力大损，此后一蹶不振，無法再獨自抗衡秦。

## 背景
秦、楚两国自张仪欺楚后两国交恶。伊阙之战秦国取得大胜后，秦昭襄王写信约战楚顷襄王。楚顷襄王畏惧秦国的强大，谋求与秦国重新和好。前292年，楚顷襄王派使者前往秦国迎娶秦国公主，秦、楚两国重新交好，此后两国保持了一段融洽的关系。前285年，秦昭襄王与楚顷襄王在宛（今河南省南阳市宛城区一带）会见，两国缔结和约亲善。前283年，两国国君又分别在楚国的鄢城（今湖北省宜城市东南）和秦国的穰（今河南省邓州市）会见。
前281年，楚顷襄王召见了一位善于使用轻弓射猎归巢大雁的人，那人向楚顷襄王指出自己的本领不过是雕虫小技，而像楚国这种土地方圆五千里，带甲之士百万的万乘之国，楚王应当像射鸟一样射猎周边各国，成就霸业。在他的一番说辞下，楚顷襄王回想起其父楚怀王客死秦国的屈辱，决定与秦国断交，并派使者到各国缔结合纵盟约，准备攻打秦国。秦昭襄王得知消息后，决定先发制人出兵攻打楚国。
前280年，秦将司马错集结蜀兵自陇西郡出兵，攻取了楚国的黔中郡，楚顷襄王被迫割让上庸（今湖北省竹山县东南）和汉江以北的土地给秦国。次年，为全力进行对楚国的战争，秦昭襄王与赵惠文王在渑池（今河南省渑池县）相会修好，两国暂时罢兵休战。

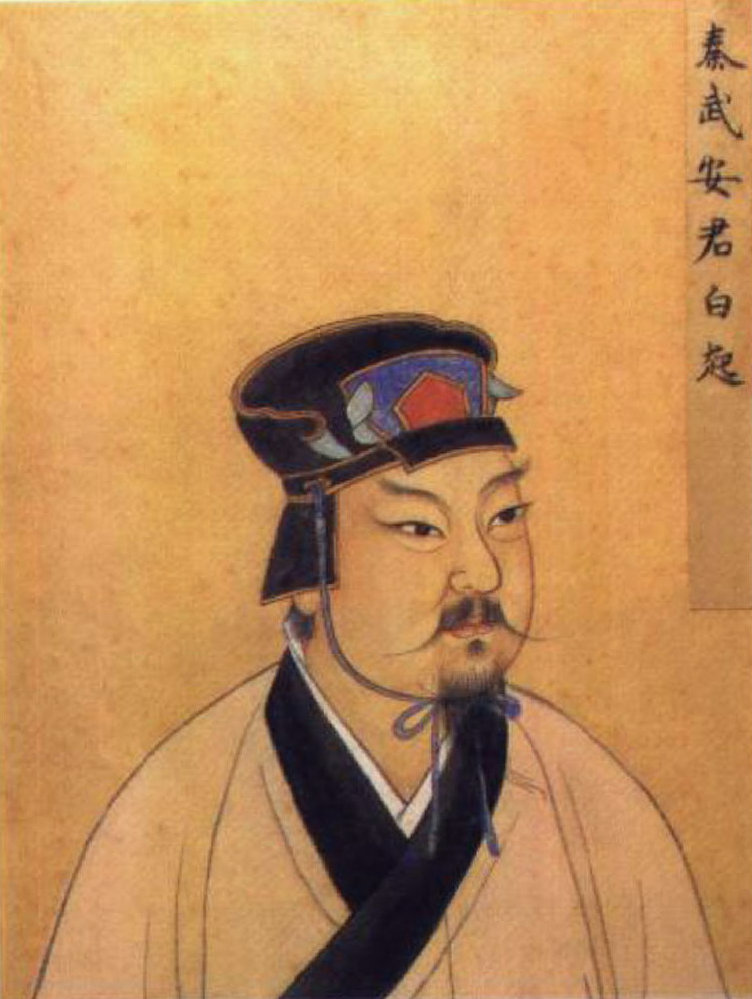
指挥鄢郢之战的秦国主将白起

## 过程
此时楚国国内政治腐朽，楚顷襄王不修国政，大臣居功自傲、嫉妒争功，阿谀谄媚之臣掌权，贤良忠臣受到排挤，致使国内百姓离心离德，城池年久失修。白起在分析了秦楚两国形势后，决定采取直接进攻楚国统治中心地区的战略，于前279年率军数万沿汉江东下，攻取沿岸重镇。白起命秦军拆除桥梁，烧毁船只，自断归路，以此表示决一死战的信心，并在沿途寻找食物，补充军粮。而楚军因在本土作战，将士只关心自己的家庭，没有斗志，因而无法抵挡秦军的猛攻，节节败退。秦军长驱直入，迅速攻取汉水流域要地邓城（今湖北省襄阳市北），直抵楚国别都鄢城。鄢城距离楚国国都郢很近，楚国集结重兵于此，阻止秦军南下。秦军久攻不下之时，白起利用蛮河河水从西山长谷自城西流向城东的有利条件，在鄢城西百里处筑堤蓄水，修筑长渠直达鄢城，然后开渠灌城。经河水浸泡的鄢城东北角溃破，城中军民被淹死数十万。攻克邓、鄢城后，楚人大量死亡，白起赦免罪犯迁往两地，又率军攻占西陵（今湖北省武汉市新洲区西）。
前278年，白起再次出兵攻打楚国，攻陷楚国国都郢，烧毁其先王陵墓夷陵（今湖北省宜昌市夷陵区），向东进兵至竟陵（今湖北省潜江市东北），楚顷襄王被迫迁都于陈（今河南省淮阳县）自保。此战秦国占领了楚国洞庭湖周围的水泽地带、长江以南以及北到安陆的大片土地，并在此设立南郡，白起因功受封为武安君。而目睹了国家一步步走向败亡的爱国诗人屈原，愤而投汨罗江自尽。

## 战后
鄢郢之战后楚国国力大损，秦国乘胜扩大战果。前277年，秦昭襄王任命白起为主将、蜀郡郡守张若为副将，夺取了楚国的巫郡和黔中郡。次年，楚顷襄王收集残兵十余万人，收复巴东十五座城邑合并为郡，以阻挡秦国的进攻。华阳之战后，春申君写信给秦昭襄王晓以利害，指出秦、楚交战只能让韩、魏、齐三国壮大。在春申君的调解下，秦昭襄王才与楚国重新结盟休战。